# Intendencia de Colchagua
El edificio de la Intendencia de Colchagua, más recientemente conocido como edificio de la Gobernación Provincial de Colchagua, fue la sede de la intendencia de la antigua provincia de Colchagua y la gobernación provincial de Colchagua. Se encuentra en pleno centro cívico de la ciudad de San Fernando, frente a la plaza de armas.

## Historia
Fue construido como sede definitiva de la Intendencia Provincial de Colchagua. Por decreto N.º 1.605 del 31 de mayo de 1911 el Ministerio de Obras Públicas contrató a Luis del Pozo Luque para construir el edificio, con el diseño del arquitecto Carlos Cruzat, funcionario de la Dirección de Arquitectura. Su edificación finalizó en 1915.
Se caracteriza por su estilo neoclásico, inspirado en los chateau del renacimiento francés. Consta de un volumen de planta rectangular de dos pisos y mansarda coronada por terrones.
Desde el 1 de enero de 1976, cuando la antigua provincia de Colchagua y la figura de intendente provincial fue suprimida, hospedó la gobernación de la actual provincia de Colchagua.
En marzo de 1985, debido al terremoto que azotó al centro del país, el inmueble sufrió graves daños estructurales que forzaron su desalojo. La gobernación provincial se instaló, entonces, en el tercer piso del Edificio de los Servicios Públicos de San Fernando. En 1992 se inició una primera etapa de restauración, que concluyó en 1993 y que, en su inauguración, contó con la presencia del presidente Patricio Aylwin.

Cuando a poco de ser elegido visité San Fernando, expresé mi preocupación porque este edificio, que constituye una reliquia desde el punto de vista arquitectónico y que fuera sede, en otro tiempo, de la intendencia de San Fernando, estuviera abandonado y no se abordara su reparación. Anuncié en esa oportunidad, a las autoridades que conversaron conmigo, mi disposición a instruir al Ministerio de Obras Públicas, la Dirección de Arquitectura, para que me informara si el edificio podía rehabilitarse después del deterioro sufrido en el terremoto, si ofrecía las condiciones de seguridad para volver a cumplir sus funciones. Ese informe se evacuó satisfactoriamente, y es así como  hoy día podemos, desde esta ventana de la Gobernación de San Fernando, dirigirnos a ustedes, rehabilitada la seguridad del edificio y rehabilitado el segundo piso para funcionamiento de la intendencia. [...] De este modo hacemos un aporte al desarrollo de esta ciudad, a su desarrollo urbanístico. No era posible dejar que este edificio siguiera como un edificio abandonado, ni era adecuado pensar en destruirlo, derribarlo para construir acá un nuevo edificio quizás cuando, en circunstancias que este ofrece las condiciones de seguridad y tiene la belleza y tiene la tradición de las cosas históricas. Un edificio que representa un siglo de la historia de San Fernando, al ser rehabilitado, volverá a prestar servicio para toda la comunidad y para el funcionamiento de las autoridades.

Nuevamente, el inmueble sufrió serios daños debido al terremoto de febrero de 2010. Cuatro años más tarde, la gobernadora Carolina Cucumides ordenó el desalojo del recinto, para el traslado de las instalaciones gubernativas a una sede temporal. Su reparación, hasta el momento, no se ha concretado. En julio de 2017 fueron asignados recursos para la construcción de un nuevo edificio.

## Construcción
El edificio, construido en la década de 1910, tiene una fundación y zócalo de piedra de granito gris. Sus muros son de albañilería de ladrillos de medio metro de espesor, estucados con mortero de cemento. Tiene tabiques de estructura de pei derechos de madera, rellenos con adobe. La estructura del piso, entrepiso y armadura de techumbre es de madera. Su cubierta original es de fierro galvanizado estampado, imitando tejuela, con coronamiento de reja forjada. Las escaleras son de madera, con protección de huella de fierro fundido, con una inscripción que indica "Intendencia", y sus barandas son de balustres torneados. Las puertas, ventanas y postigos atablerados son de fina factura, con quincallería original. Sus zócalos interiores tienen un entablado vertical de madera. En los patios hay baldosa decorada de cemento y, en recintos, el piso es entablado o parquet. Los cielos son entablados y cubiertos con lona. Cuenta con lámparas originales de gran valor.